# Tiroler Glasmalerei und Mosaik Anstalt

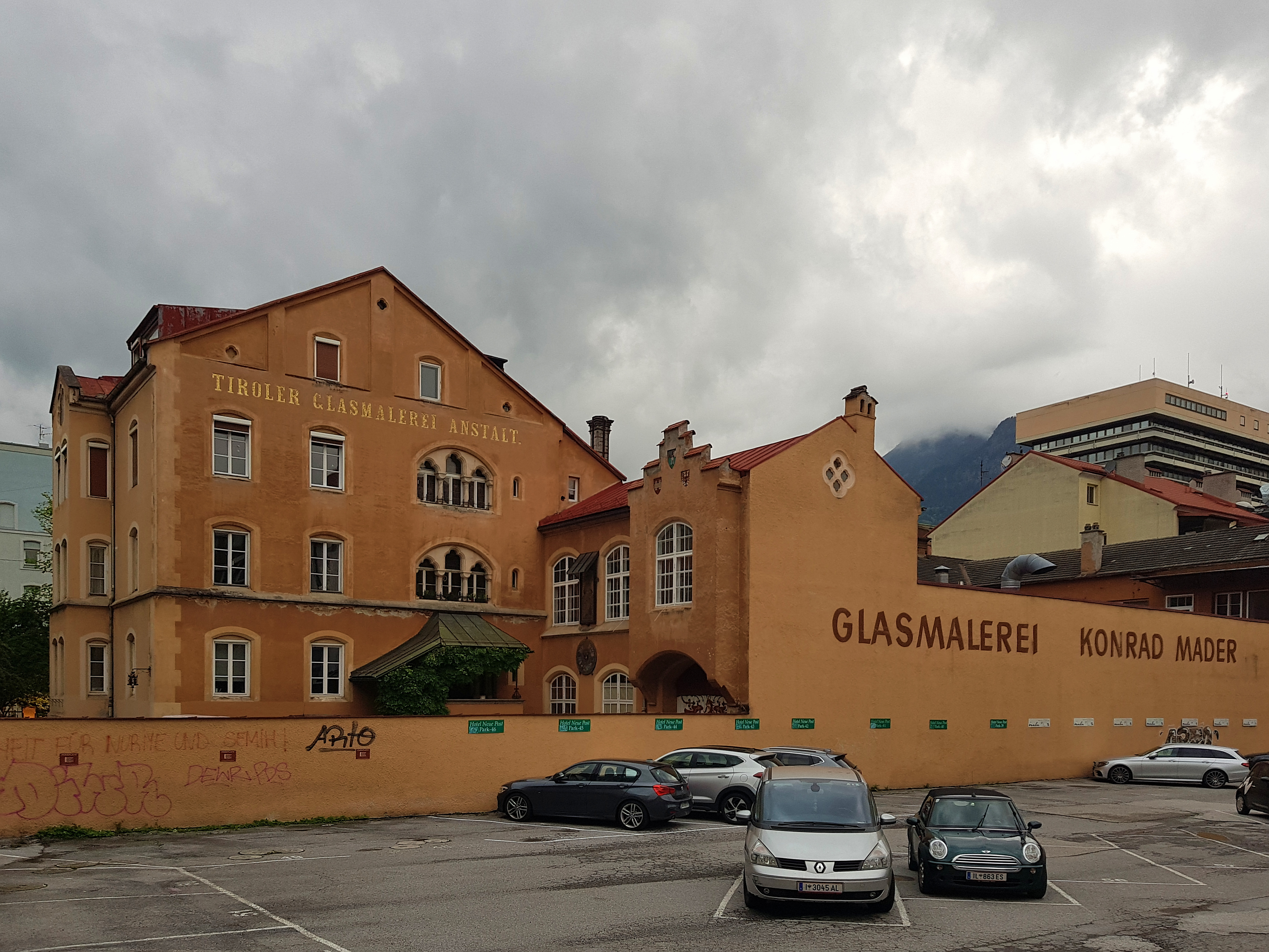
Sitz der Tiroler Glasmalerei Anstalt in Innsbruck

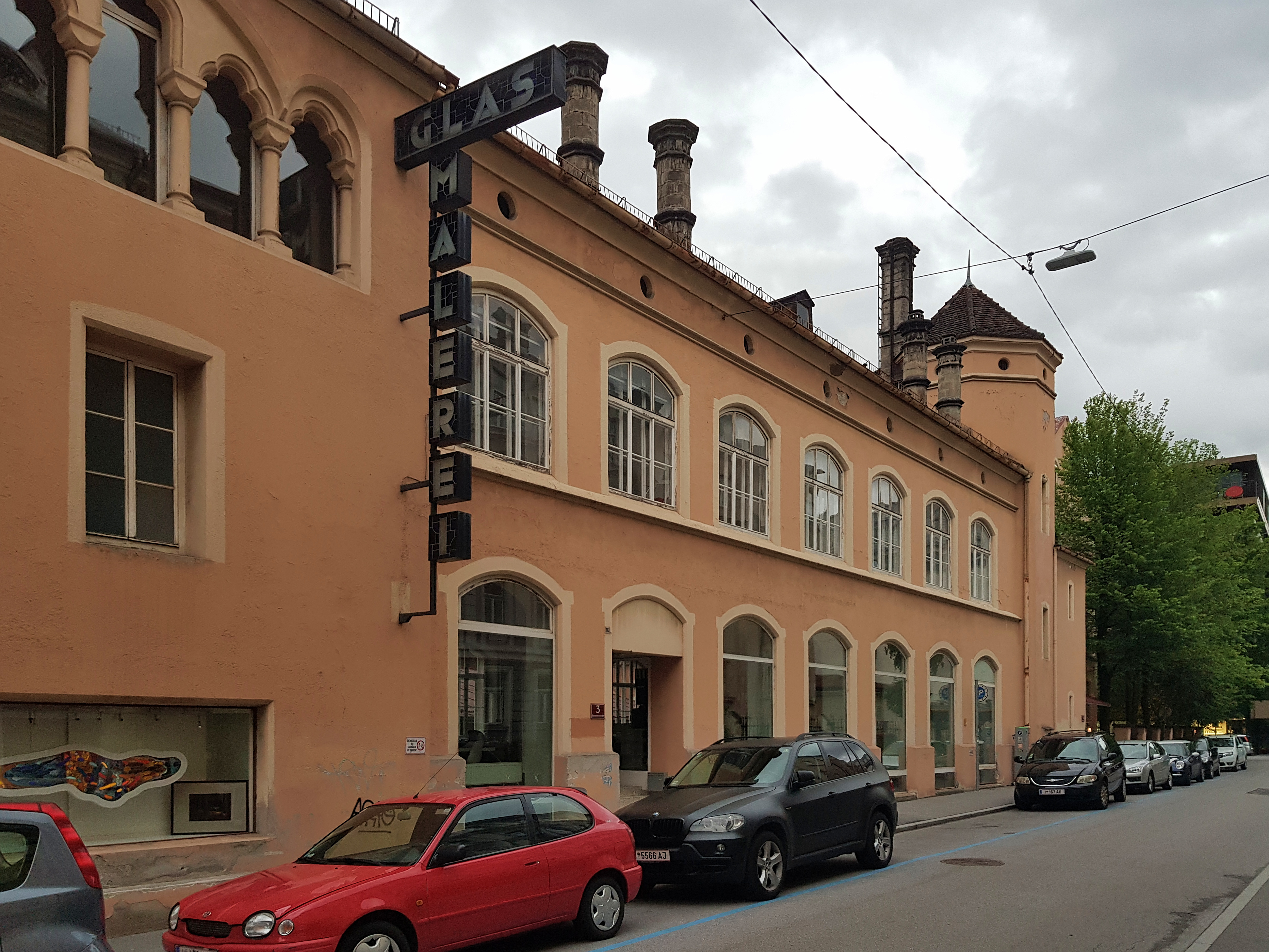
Fassade in der Glasmalereistraße

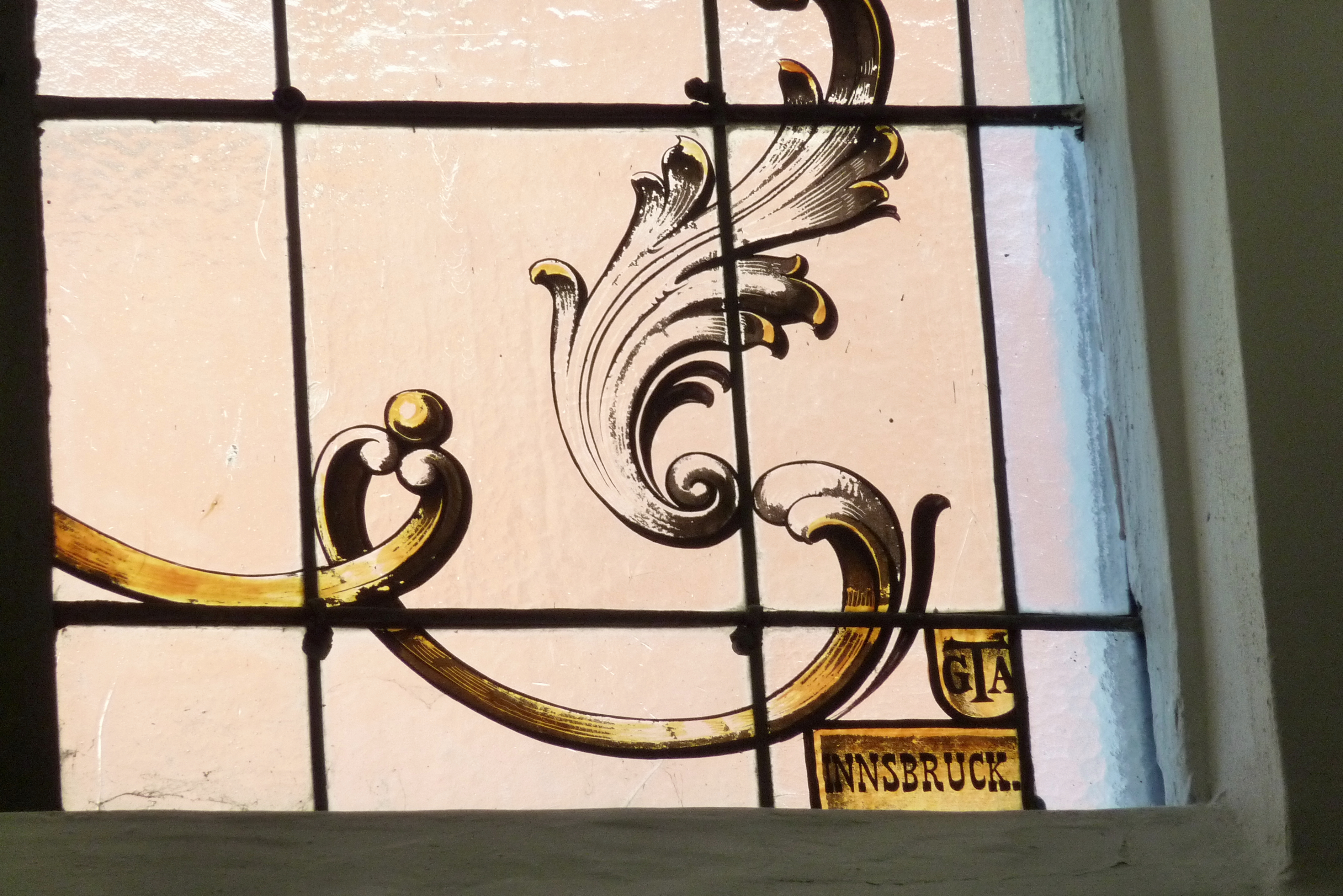
Bleiglasfenster mit Signatur in der Pfarrkirche St. Johannes Baptist in Dischingen

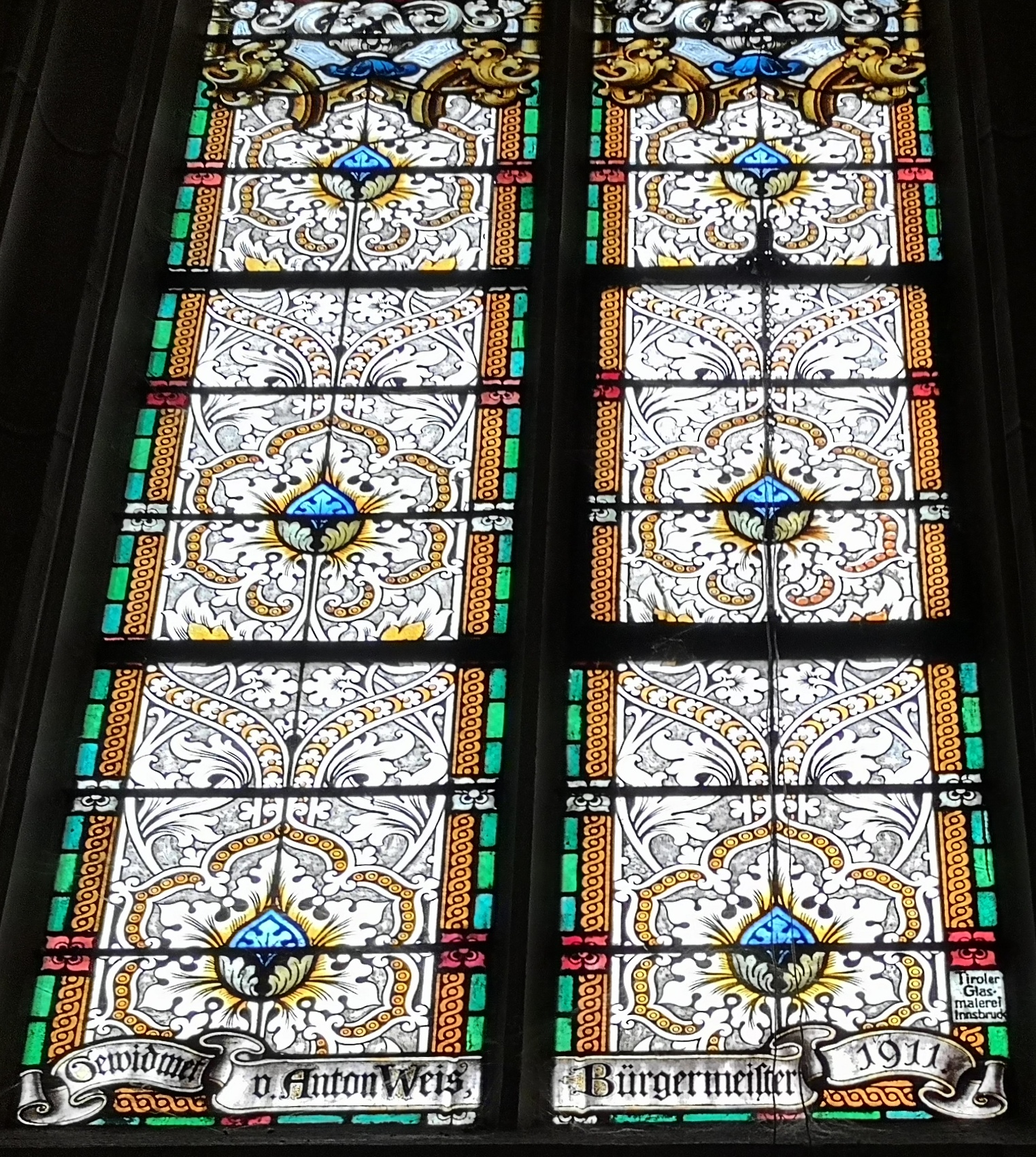
Kirchenfenster der Tiroler Glasmalerei Anstalt in der Pfarrkirche Tramin, 1911

Die Tiroler Glasmalerei und Mosaik Anstalt ist ein 1861 von Georg Mader, Josef von Stadl und Albert Neuhauser gegründeter Kunsthandwerksbetrieb in Innsbruck, der sich auf die Fertigung und Restaurierung von Kirchenfenstern und Bleiglasfenstern spezialisiert hat.
Kirchenfenster und Mosaike aus dieser Werkstätte finden sich in mehr als 4000 Kirchen weltweit.

## Geschichte
In den Gründungsjahren war der Betrieb in der Innsbrucker Altstadt und der heutigen Brixnerstraße angesiedelt. Im Jahr 1870 entstand der Neubau in der Müllerstraße, bis heute der Hauptstandort. Nach der Firma wurde auch die kurze Verbindung zwischen Müllerstraße und Maximilianstraße als Glasmalereistraße benannt.
Unter dem Direktor Albert Jele (1874–1898) nahm der Betrieb einen großen Aufschwung und es wurden Filialen in Wien und New York gegründet. Im 19. Jahrhundert bestand in der heutigen Schöpfstraße eine eigene Glasfabrik zur Deckung des eigenen Bedarfs.
In den Jahren 1900 bis 1902 führte die Firma den von Eduard Lebiedzki entworfenen Mosaikfries für das Parlamentsgebäude in Wien aus.
Künstlerischer Leiter war von 1897 bis 1917 Bernard Rice, von 1919 bis 1944 Gottlieb Schuller und von 1944 bis 1972 Josef Widmoser.

## Bedeutende Künstler (Auswahl)
- Josef Andergassen (1861–1929)
- Albert Birkle (1900–1986)
- Regina Doblander (* 1958)
- Johann Klein (1823–1883)
- Franz Plattner (1826–1887)
- Rudolf Schiestl (1878–1931)
- Alfons Walde (1891–1958)
- Max Weiler (1910–2001)